# Liste der Biografien/Thod
Liste der Biografien |
Portal Biografien |
Personensuche
# |
A |
B |
C |
D |
E |
F |
G |
H |
I |
J |
K |
L |
M |
N |
O |
P |
Q |
R |
S |
T |
U |
V |
W |
X |
Y |
Z |
?
 
Ta |
Tc |
Te |
Tf |
Tg |
Th |
Ti |
Tj |
Tk |
Tl |
Tm |
To |
Tq |
Tr |
Ts |
Tu |
Tv |
Tw |
Tx |
Ty |
Tz
 
Tha |
The |
Thi |
Thj |
Thn |
Tho |
Thr |
Thu |
Thw |
Thy
 
Thoa |
Thob |
Thod |
Thoe |
Thof |
Thog |
Thoh |
Thoi |
Thok |
Thol |
Thom |
Thon |
Thoo |
Thop |
Thor |
Thos |
Thot |
Thou |
Thov |
Thow |
Thoz
Die Liste der Biografien führt alle Personen auf, die in der deutschsprachigen Wikipedia einen Artikel haben. Dieses ist eine Teilliste mit 11 Einträgen von Personen, deren Namen mit den Buchstaben „Thod“ beginnt.

## Thod

### Thoda
- Thoday, John (1916–2008), britischer Genetiker
- Thoday, Peter (1934–2023), englischer Gärtner, Gartenautor und Fernsehmoderator

### Thode
- Thode, Henry (1857–1920), deutscher Kunsthistoriker
- Thode, Henry G. (1910–1997), kanadischer Geochemiker
- Thode, Kiri (* 1990), bonairischer Windsurfer
- Thode, Reinhold (* 1940), deutscher Jurist, Richter am Bundesgerichtshof
- Thode-Scheel, Heike (* 1959), deutsche Grafikdesignerin, Zeitungsredakteurin, Autorin und Übersetzerin von Büchern aus dem Hochdeutschen in das Plattdeutsche
- Thoden, Ulrich (* 1973), deutscher Politiker (Die Linke), BundestagsabgeordneterUlrich Thoden (* 1973)

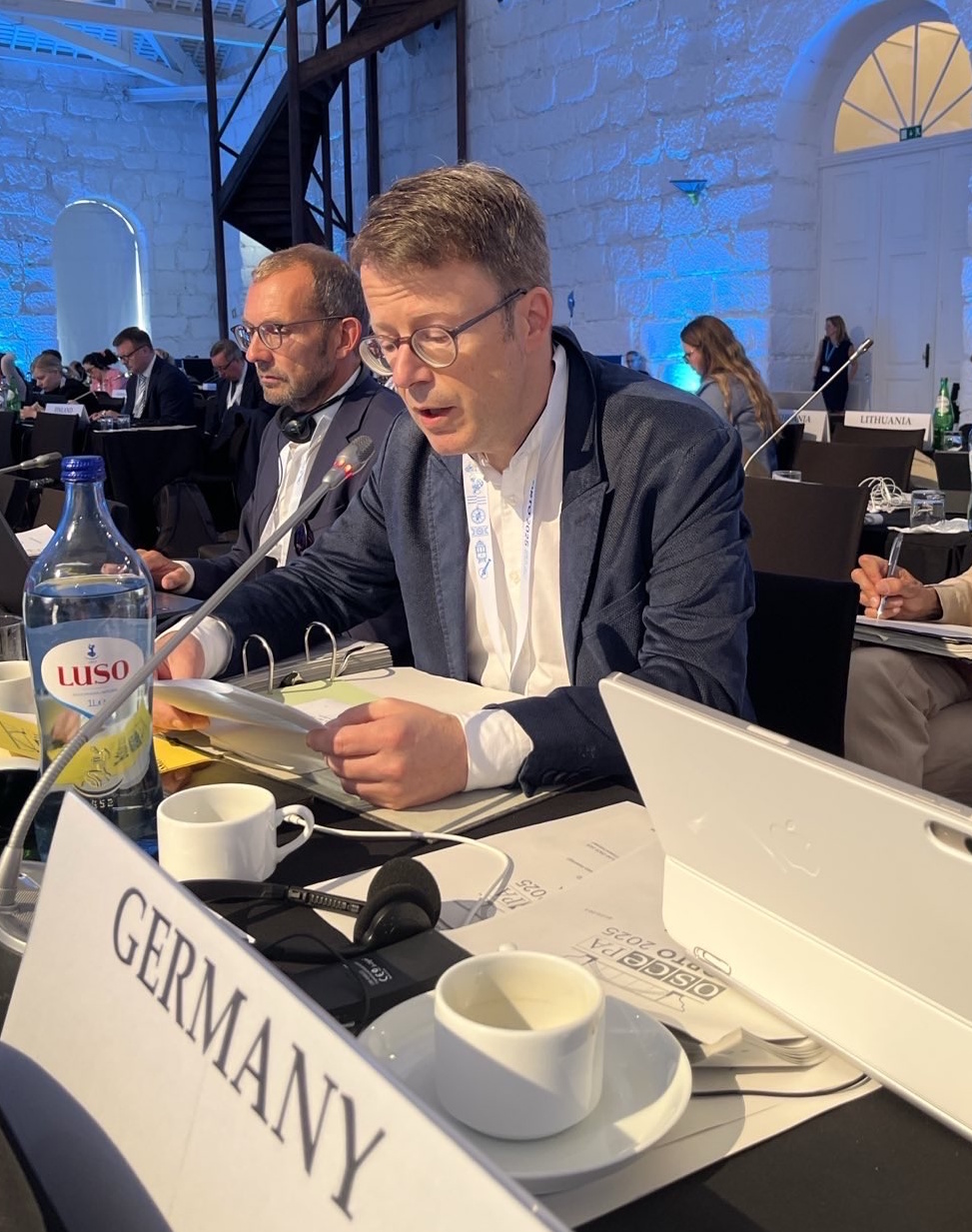
Ulrich Thoden (* 1973)

### Thodi
- Thodi, Irfan Kolothum (* 1990), indischer Leichtathlet

### Thods
- Thodsawar Bandasak, thailändischer Fußballspieler

### Thodt
- Thodte, Paul (1890–1983), deutscher Politiker (NSDAP), Mitglied im Thüringischen Landtag